# 고포스
엔비디아 고포스(Nvidia GoForce)는 PDA, 휴대폰 등 휴대용 장치에 주로 사용되는 칩셋 제품군이었다. 엔비디아는 2003년에 그래픽 디스플레이 프로세서 회사인 MediaQ를 인수하고 해당 부서의 브랜드를 고포스(GoForce)로 변경했다. 이후 엔비디아 테그라 시리즈 SoC로 대체되었다.

## 특징

### 고포스 2100
VGA 이미지 캡처, 2D 그래픽 가속, JPEG 지원 및 MJPEG 가속 기능을 갖추고 있다. 삼성 SCH-M500 Palm OS 기반 플립폰에 사용된다.

### 고포스 2150
1.3메가픽셀 카메라 지원, JPEG 지원 및 2D 그래픽 가속 기능을 갖추고 있다. 업그레이드를 통해 300만 화소 이미지를 지원한다.

### 고포스 3000/고포스 4000
고포스 4000은 3.0메가픽셀 카메라와 MPEG-4/H.263 코덱을 지원하는 반면, GoForce 3000은 제한된 기능을 갖춘 GoForce 4000의 저렴한 버전이다.

### 고포스 4500
Gizmondo 장치에 사용되는 지오메트리 프로세서 및 프로그래밍 가능한 픽셀 셰이더를 통한 3D 그래픽 지원 기능이 있다.

### 고포스 4800
3.0 메가픽셀 카메라와 3D 그래픽 엔진을 지원한다.

### 고포스 5500
고포스 5500은 멀티미디어 프로세서로 Tensilica Xtensa HiFi 2 오디오 엔진(2005년에 라이센스된 Xtensa LX 프로세서 기반)을 통합한다. WMV, WMA, MP3, MP4, MPEG, JPEG와 같은 비디오 및 오디오 형식을 디코딩할 수 있으며 H.264를 지원한다. 또한 최대 32MB의 외부 메모리를 지원하는 24비트 64음성 사운드 프로세서, 1000만 화소 카메라 지원 및 3D 그래픽 엔진 버전 2가 포함되어 있다.

### 고포스 5300
고포스 제품 라인 중 최초로 TSMC의 65 nm 공정에 2.25MiB 임베디드 DRAM(eDRAM)을 탑재했다. 멀티미디어 기술은 5500과 유사하다고 주장되지만 3D 엔진을 탑재하지 않고 훨씬 작은 화면만 지원한다.

### 고포스 6100
시리즈의 최신 칩셋인 GoForce 6100(2007년 출시)은 NVIDIA의 최초 애플리케이션 프로세서라고 주장하며 130 nm 프로세스를 기반으로 1천만 픽셀 카메라 지원 및 통합 802.11b/g 지원(외부 RF 포함)을 추가한다. 250MHz ARM1176JZ-S 코어가 포함되어 있다.

## 같이 보기
- 엔비디아 테그라